# Amycus lechugalensis
Amycus lechugalensis är en spindelart som beskrevs av Władysław Taczanowski 1878. Amycus lechugalensis ingår i släktet Amycus och familjen hoppspindlar. Inga underarter finns listade i Catalogue of Life.